# Anton Maiden
Pour les articles homonymes, voir Maiden et Gustafsson.
Anton Maiden, de son vrai nom Per Anton Gustafsson (24 février 1980, Kinna, Västergötland, Suède – 1er novembre 2003, Borås, Västergötland, Suède), a atteint le statut de célébrité mineure sur Internet en 1999 en chantant des reprises dans les formats audio MIDI et MOD des succès du groupe de heavy metal Iron Maiden. Il est par la suite devenu un représentant des cultures « geek » et « Faites-le vous-même » (DIY).

## Biographie
Il aurait fait ses débuts sur Internet en diffusant quelques chansons pour un groupe restreint d’amis. Sur les encouragements de ceux-ci, il a ensuite proposé un ensemble de chansons au public dans son album Anton Gustafsson tolkar Iron Maiden (1999) distribué par les labels Lunacy Records et Nihilism Records.
Apparemment en proie à un profond état de dépression, Anton Gustafsson met fin à ses jours et se suicide le 1er novembre 2003. Sa dépouille sera retrouvée à Borås alors qu’il était signalé disparu depuis une semaine.
Quelque temps avant sa mort, il a déclaré au journaliste Martin Carlsson dans une entrevue accordée au journal suédois Expressen (en juin 2000) que certains fans de Iron Maiden considéraient son interprétation comme une honte pour le groupe, auquel il a ensuite répondu que cela n’a jamais été son intention. La multiplication de commentaires offensifs inscrits au livre d'or de son site personnel aurait possiblement influencé sa décision de mettre fin à ses jours.

## Discographie
- Anton Gustafsson tolkar Iron Maiden (1999)
- The Anton Maiden Tribute (album hommage en cours de production)